# Beffroi de Bailleul
Le beffroi de Bailleul est situé dans le département du Nord à Bailleul il mesure 62 mètres.
Il fait également partie de la liste des 23 beffrois français admis au patrimoine mondial de l'Humanité par l'Unesco en 2005.
Le campanile abrite un carillon de 35 cloches pesant plus de 5 000 kg qui sonne tous les quarts d'heures classées monuments historiques depuis 1991.
L'ensemble de l'hôtel de ville et du beffroi fait l’objet d’une inscription au titre des monuments historiques depuis le 28 mai 2001.

## Historique
La salle gothique (à la base du beffroi) et le Présidial des Flandre (ancienne province française), ancienne prison sont classés « monument historique » depuis 1922.
À l'origine le beffroi était une tour en bois qui servait d'abord à faire la guerre puis comme tour de guet.
Au XIIIe siècle il fut édifié en pierre dont seule la salle gothique existe encore actuellement. Il fut détruit de nombreuses fois à cause des guerres et d'incendies et fut reconstruit à chaque fois. Sa dernière reconstruction date de 1932 après la Première Guerre mondiale par Louis Marie Cordonnier qui garda la façade austère qu'elle possédait avant la guerre.

## Le beffroi et l'hôtel de ville avant la guerre 14-18
Le beffroi du XVe siècle avec son hôtel de ville du XVIe siècle et l'église gothique Saint-Vaast derrière formait un très bel ensemble, comme on peut encore en voir à Furnes ou à Ypres de l'autre côté de la frontière.
L'hôtel de ville fut rebâti presque entièrement au XVIe siècle (1) et plus précisément dans la première moitié du XVIe (2) et restauré après l'incendie de 1681 (2). Il se caractérisait par ses fenêtres rectangulaires ou surbaissées à croisées de pierre des XVe et XVIe siècles (3) au rez-de-chaussée, la répartition irrégulière des ouvertures, l'association pierre/briques rouges/grès, ses lucarnes flamandes à croupe, ses tourelles en encorbellement aux deux extrémités de la façade et sa bretèche datée de 1565 (1), placée au milieu de la moitié gauche de la façade. Il avait gardé intérieurement au rez-de-chaussée, selon Ficheroulle (4), des voûtes et des colonnes du XIIIe siècle.

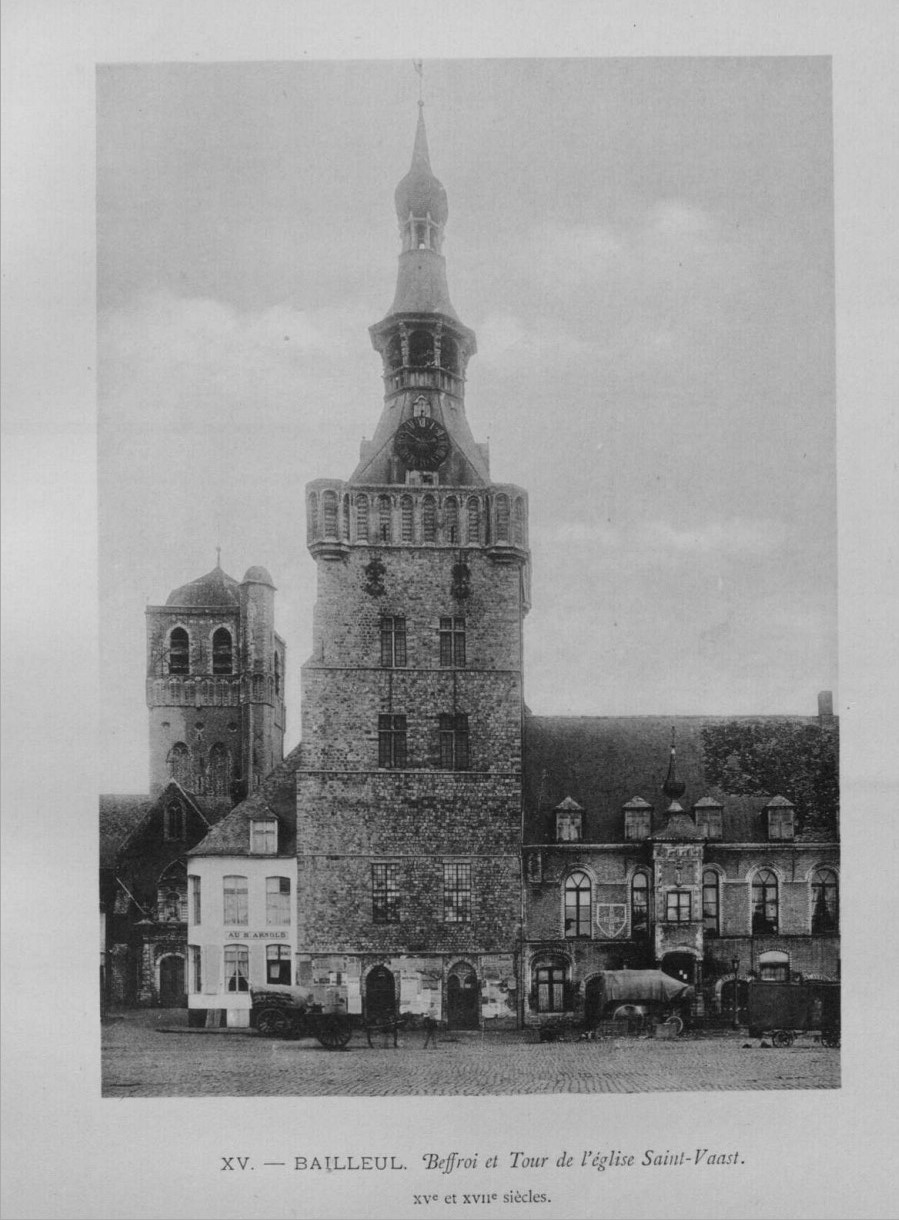
Le beffroi et la tour de St-Vaast en 1887 (Dehaisnes).

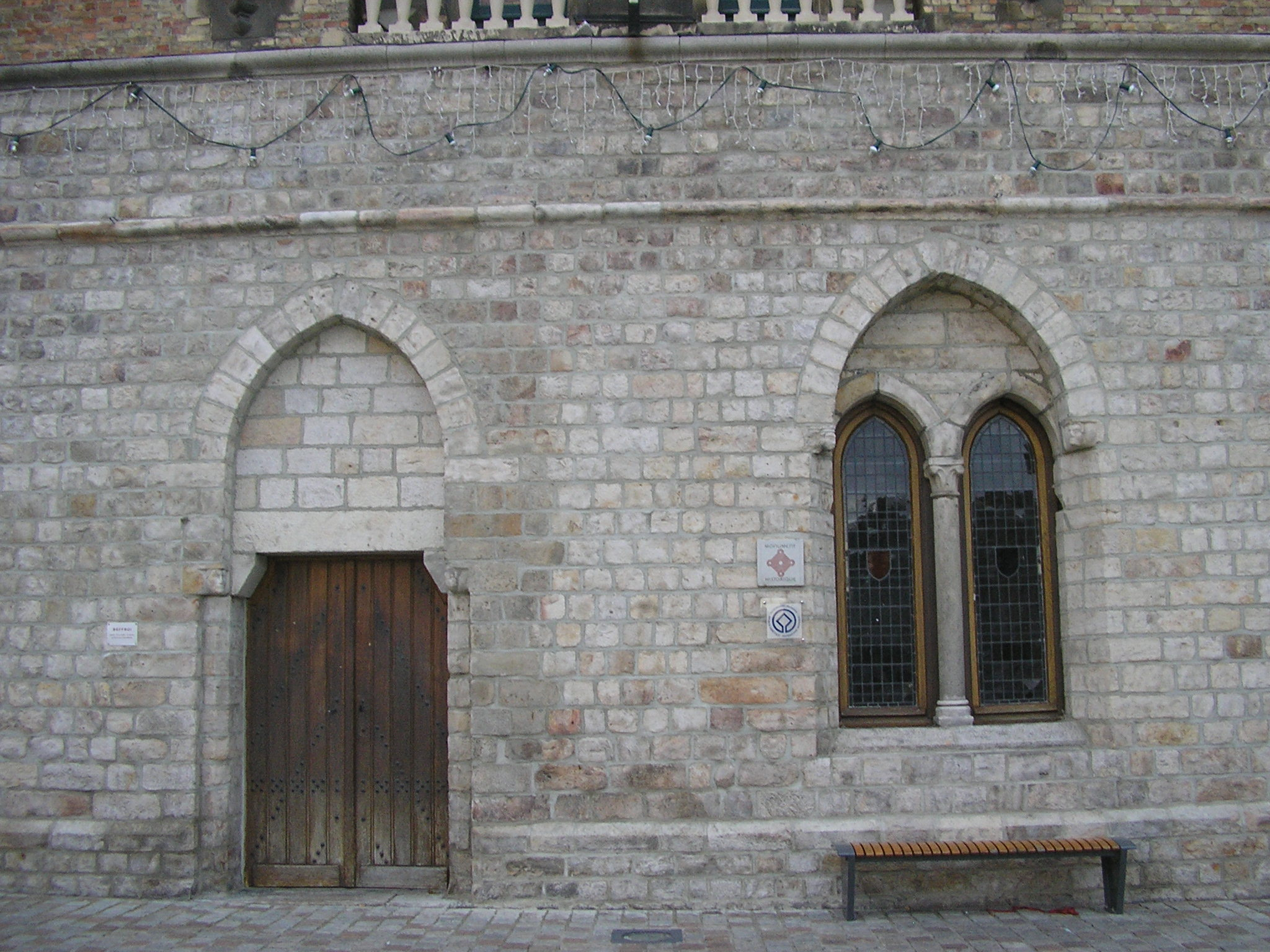
Le soubassement du beffroi (XIIIe siècle).

À sa gauche lui était accolé le beffroi, entièrement en grès d'Artois. Celui-ci constituait un bâtiment jointif mais nettement distinct par la couleur, les matériaux, l'aspect plus austère et l'ancienneté.
Le beffroi, de plan carré, datait du XVe siècle, probablement après l'incendie de 1436, sauf le rez-de-chaussée, plus ancien, du XIIIe siècle (5). Celui-ci présentait en façade des arcs en tiers point, des corbeaux en grès représentant des têtes d'hommes et intérieurement une salle à pilier de grès soutenant quatre voûtes gothiques (5).
Des 6 fenêtres qui perçaient 2 à 2 les étages, les 2 du bas avaient perdu leurs croisées de pierre.

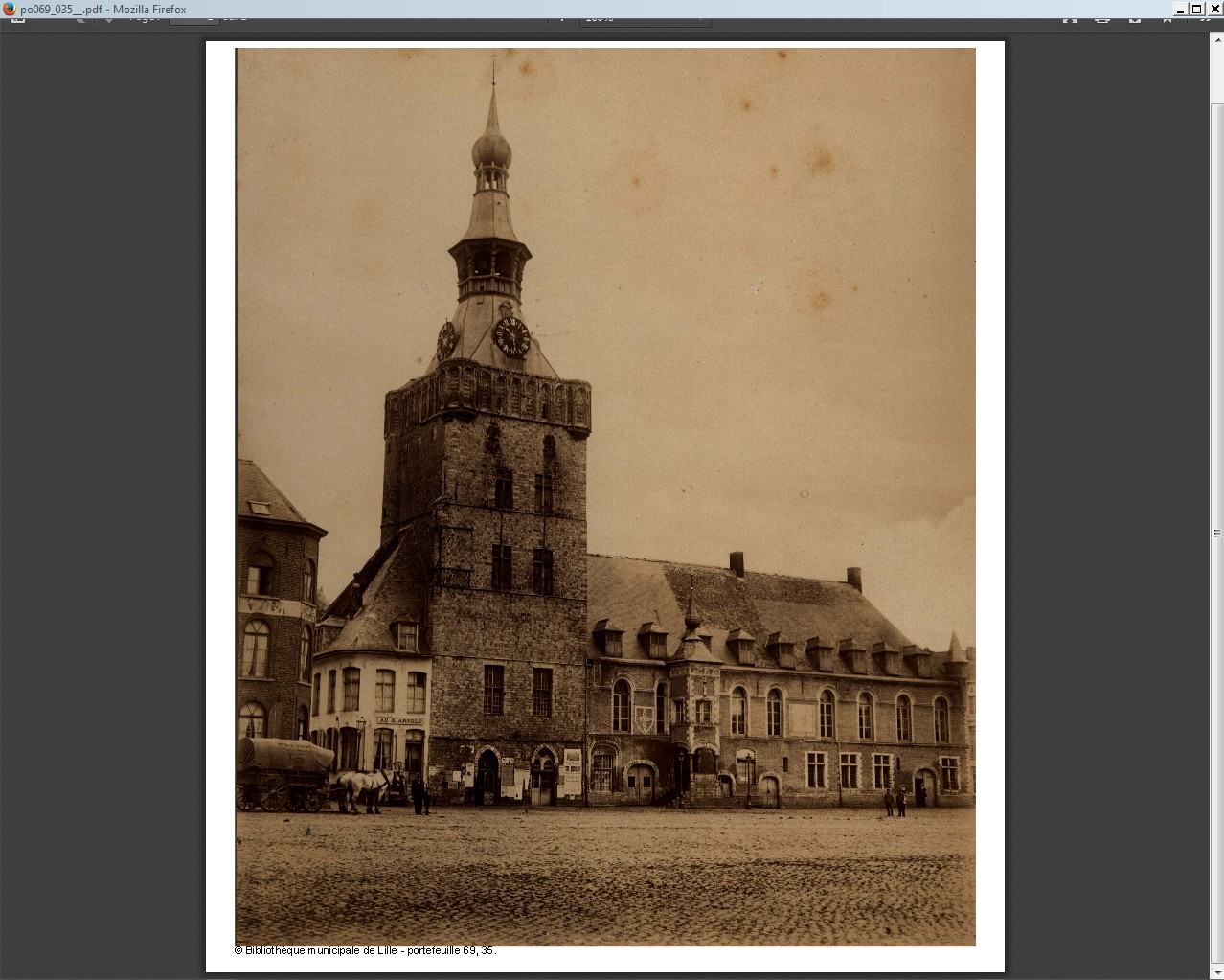
Beffroi et hôtel de ville de Bailleul avant 1885 (Bibliothèque Municipale de Lille Portefeuille 69,35 Lambert 1885).

Son couronnement à arcades ogivales en pierres blanches, imité de celui de la tour gothique de Saint-Vaast (5) qui se profilait juste à sa gauche, et les 4 cordons de grès horizontaux placés irrégulièrement sur sa façade accentuaient son caractère massif et puissant. Le rétrécissement du beffroi par la gauche à partir du dernier étage et sa flèche du XVIIe siècle (5) ajoutaient à son charme et à son pittoresque.
Contre le beffroi, à gauche, à l'entrée d'une ruelle, était venue s'appuyer une petite maison qui, comme un repoussoir, participait à la mise en valeur du transept, surmonté de la tour de croisée gothique de l'église Saint-Vaast, qui, placé dans l'axe de la ruelle, fermait la perspective. Ce magnifique effet scénographique, qui n'est pas passé inaperçu des photographes (6) a de tous temps attiré les artistes.
Au XVIe siècle, cet ensemble extrêmement pittoresque et unique en Flandre (tant française que belge) a séduit le peintre Jacob Savery le Jeune qui l'a représenté librement dans le tableau : Vie flamande un jour de fête (Musée B. Depuydt à Bailleul), qui montrerait l'état de Bailleul à la fin du XVIe ou au début du XVIIe siècle (7). Ce tableau est en fait la copie exacte du tableau de Jacob Savery l'Ancien : Kermesse villageoise (Paris De Jonckheere) dont Jan Briels (8) a révélé qu'elle est une imitation de Kermesse villageoise réalisée en 1586 par Hans Bol (Musée de Dresde) (9). On notera que le titre donné par le Musée de Dresde évoque un château (Schloss), ce à quoi peut faire penser la tour fortifiée de l'hôtel de ville de Bailleul, dans un lieu appelé « Schelle Belle », Belle étant le nom de Bailleul en néerlandais (Bailleul fut néerlandophone jusqu'au XIXe siècle).Sur le tableau de Hans Bol, le cadre architectural, qui a été interprété et transformé par Savery, apparaît encore beaucoup plus proche de celui de Bailleul d'avant 1914 : la topographie est la même : le « château » et l'église « sont placés parallèlement au plan de l'image » (8), on retrouve la rue qui longe l'hôtel de ville et mène au transept de Saint-Vaast. Le beffroi est frappant de similitude : on reconnaît aisément la flèche, les trois séries de fenêtres et on retrouve, transformée, la série d'arcatures répondant à celle de l'église ainsi que l'ébauche des 4 tourelles en encorbellement.
Pour l'hôtel de ville, de couleur rouge, on retrouve le même matériau : la brique rouge, les deux tourelles en encorbellement, les entrées et fenêtres du rez-de-chaussée ; l'étage étant encore dans le même style que le rez-de-chaussée avec des fenêtres à croisées de pierre, c'est-à-dire comme il était avant d'être transformé. Si l'on en croit Ficheroulle (4), l'hôtel de ville fut victime d'incendies en 1503, 1558 et 1681. Le tableau ayant été réalisé entre 1582 et 1586, c'est l'incendie de 1681 qui a entraîné une modification du premier étage et en particulier l'agrandissement et la transformation des fenêtres. Une seule chose est différente : le quart gauche de la façade de l'hôtel de ville jusqu'à la bretèche est rendu dans le même matériau que le beffroi et avec des créneaux.
Les nombreuses copies du tableau de Hans Bol, plus ou moins fidèles, montrent le succès de cette œuvre, dû à son propre talent (Hans Bol est un paysagiste renommé du XVIe siècle (10)) mais aussi à son choix de composer une œuvre d'imagination à partir d'un site exceptionnel qu'il a magnifié et immortalisé.
Pour satisfaire une très large clientèle, on a créé une gravure, qui dérive, avec des variations, du tableau de Savery et le reprend à l'envers : un exemplaire se trouve au Rijksmuseum d'Amsterdam (11), daté de 1648 et/ou après 1664-1699, gravé à Amsterdam avec les noms d'artistes mentionnés : Hendrick Hondius, Hans Bol, Rombouts van der Hoeye et Seger Tilemans et l'inscription : « Schelle-Belle sive(ou) Belliacum (dérivé latin de Belle : Bailleul en néerlandais) in Flandria ». Cette gravure contribua à diffuser largement l'image de la grand-place de Bailleul et en particulier de son hôtel de ville et de son beffroi dans tous les anciens Pays-Bas, c'est-à-dire les Pays-Bas actuels (NL), la Belgique, l'actuel département du Nord et la partie artésienne du Pas-de-Calais.
La notoriété de Bailleul ira en diminuant, mais des artistes peintres à succès continueront à être charmés par ce site architectural remarquable : l'un d'entre eux fut Eugène Galien-Laloue (1844-1941), qui à la fin du XIXe siècle ou au début du XXe représenta : Scène de marché à Bailleul (12), avec une grand-place très colorée centrée sur le beffroi, l'église Saint-Vaast se profilant à l'arrière.

## Le classement du beffroi (1875) et le déclassement de 1889
Le beffroi de Bailleul (mais pas l'hôtel de ville du XVIe siècle) a été classé Monument Historique en 1875 (13). Un classement aussi ancien prouve qu'il s'agissait de la crème de la crème des monuments (il y avait 12 M.H. pour tout le département du Nord). Maintenant qu'il était classé, l'avenir semblait se présenter sous les meilleurs auspices pour le beffroi de Bailleul.
Mais en 1889, en événement peu spectaculaire mais dramatique est arrivé : le beffroi a disparu de la liste des M.H. (14): il a été radié, victime de ce qu'au XXe siècle on appellera « déclassement ».
La ville de Bailleul considérait que le classement M.H., entraînant des obligations (en particulier demande d'autorisation pour la moindre transformation, recours à des entreprises spécialisées donc plus chères) présentait plus d'inconvénients que d'avantages (subventions, notoriété, pérennité du monument garantie) et était une charge inutile. Elle demanda donc et obtint du Service des Monuments Historiques son déclassement. L'État ainsi se déjugeait et autorisait par avance toutes les transformations et même éventuellement la destruction par la ville et la disparition définitive de ce monument remarquable. Ce déclassement funeste, qui signifiait un abandon complet par l'État, aura des conséquences terribles.
Ce déclassement ne fut pas un acte isolé, mais il s'inscrit dans un mouvement d'ensemble. Toutes les villes du Nord-Pas-de-Calais (sauf Arras) qui ont eu leur beffroi (ou hôtel de ville) classé M.H. endommagé lors de la Première ou Seconde Guerre mondiale ont demandé son déclassement pour échapper aux obligations inhérentes à un classement M.H., en particulier l'obligation de le restaurer ou de le reconstruire dans son état d'origine d'avant-guerre, avoir l'autorisation d'achever de le détruire et pouvoir le reconstruire à leur goût et à moindre coût. L'État a accordé tous ces déclassements avec complaisance, renonçant à son devoir de conserver les M.H., ce qui a permis au Service des M.H. d'être dégagé de son obligation de participer à 50 % des dépenses de reconstruction, ce qui constituait une belle économie, mais ce qui a entraîné une perte considérable du patrimoine architectural du Nord-Pas-de-Calais :
- Bergues : beffroi (XIVe – XVIe siècle) : classé en 1840 (15), détruit en 1944 par les Allemands, déclassé en 1954 (16) ;
- Comines : beffroi (XIVe – XVIIe siècle) : classé en 1862 (15), détruit par les Allemands en 1914-18, déclassé en 1922 (17) ;
- Orchies : beffroi et hôtel de ville (XVIIe siècle) : classés en 1910 (15), détruits par les Allemands en 1914-18, déclassés en 1926 (18).

L'hôtel de ville de Cassel (XVIe – XVIIe siècle) est un cas particulier. Classé M.H. en 1862 (15), détruit en 1940-44, il ne fut pas traité comme un M.H. après-guerre et fut remplacé par un bâtiment utilitaire, conçu par la ville (19), sans avoir été déclassé.
On citera pour mémoire le cas extraordinaire du beffroi de Calais (XVIe siècle) de style Tudor, détruit en 1940-44, auquel Millin (20), dès 1790, accorde une page de description et une gravure pleine page en hors texte et dont la ville de Calais a toujours refusé le classement avant sa destruction, sachant pouvoir compter sur la complaisance du Service des M.H.

## La destruction du beffroi et de l'hôtel de ville
La guerre 14-18 provoqua la destruction de Bailleul et en particulier de ses deux principaux monuments : l'église St-Vaast, « superbe hallekerk » (21) gothique, non classée M.H., et l'hôtel de ville avec le beffroi, tous à l'état de ruines. Au lieu de protéger et sauvegarder les ruines qui pouvaient servir de base à une reconstruction, comme on l'a fait partout en Belgique voisine pour tous les monuments remarquables (22), les Reconstructeurs, qui avaient peu de considération pour les monuments anciens de Bailleul, se dépêchèrent d'araser totalement les murs de l'hôtel de ville du XVIe siècle dont il restait le rez-de-chaussée (23) et de l'église gothique St-Vaast, y compris le portail roman (le dernier du département) à trois voussures réapparu à la suite de travaux en 1895, unique en son genre (24), qui était en instance de classement M.H. (25). Ils le firent sauter à la dynamite (26), sans même avoir pensé à le déplacer ou à l'offrir à un musée (les musées américains comme le Metropolitan Museum-The Cloisters en sont très friands) ni même à en prendre une photographie.
Pour ce qui est du beffroi, dont la silhouette se dressait encore dans le ciel avec le rez-de-chaussée et une partie du premier étage, ils ne gardèrent que le rez-de-chaussée, c'est-à-dire le soubassement du beffroi, du XIIIe siècle (27). La ruine, informe, au lieu d'être conservée et stabilisée, comme pour les halles d'Ypres, en Belgique, du XIIIe siècle, distantes de 20 km (28), fut réduite en façade à un mur rectangulaire et les murs des côtés furent arasés à la même hauteur, comme on peut le voir sur les cartes postales (27). Le second projet de reconstruction, celui de 1929, de Cordonnier (avec les architectes Dupire, Roussel et Barbotin) se verra d'ailleurs imposer le rehaussement des parties subsistantes de 0,82 m (29).
L'énorme masse de briques, de pierres et de blocs de grès qui résulta des destructions de l'église Saint-Vaast et de l'hôtel de ville et du beffroi fut récupérée et utilisée non pas à la restauration des monuments anciens mais à la construction en style gothique d'une fausse ruine très volumineuse, le monument aux morts, commémoratif de la destruction de Bailleul, de Jacques Barbotin, inauguré en 1925 (30).
À noter que le vandalisme de la part des Reconstructeurs après 14-18 fut assez courant dans la région et resta totalement impuni :
- à Comines : les Reconstructeurs anéantirent la tour du château de Comines (31), classée M.H.(32), qui avait échappé à la guerre de 14-18, et ce qui subsistait du beffroi, classé M.H. (33) pour obtenir son déclassement et pouvoir ainsi le reconstruire à un autre emplacement ;
- à Béthune : ils détruisirent une remarquable maison gothico-renaissance (l'Hôtel du Nord) (34), classée M.H. en 1910 (35), un des derniers témoins de l'architecture flamande dans la région, qui avait miraculeusement échappé à la guerre de 14-18.

## Le classement des ruines du beffroi
À la fin de la guerre, le Service des M.H., apprenant que les Reconstructeurs avaient planifié de faire table rase de toutes les constructions et murs qui restaient debout à Bailleul pour construire une ville intégralement neuve et de ne conserver absolument aucun vestige de Bailleul d'avant 1914 — sauf le Présidial de style classique français du XVIIIe siècle (36) —, voulut sauvegarder deux vestiges d'avant le XVIIIe siècle en les classant M.H. : la porte romane de l'église St-Vaast (sans l'église gothique) et le beffroi (sans l'hôtel de ville du XVIe siècle) furent donc mis en cours de classement M.H. dès 1919 (25), ce que les Reconstructeurs ne pouvaient ignorer.
Mais l'architecte Louis Marie Cordonnier qui était chargé par le gouvernement de la reconstruction de la vallée de la Lys (37) s'était vu confier dès 1919 (avec Stanislas-Marie Cordonnier) par la coopérative de reconstruction de Bailleul la reconstruction de l'église St-Vaast et de l'hôtel de ville avec le beffroi (38) et il considérait que l'un et l'autre lui revenaient de droit.
Pour l'église St-Vaast, les Reconstructeurs ont considéré que la conservation in situ du portail roman en instance de classement M.H. était incompatible avec la construction de la nouvelle église, dont Louis Marie et Louis-Stanislas Cordonnier allaient établir les plans (38). C'est pourquoi ils l'ont dynamité (26).
À la suite de la destruction du portail roman par les Reconstructeurs, qui ne donna d'ailleurs lieu à aucune réaction de Service des M.H., dont la fonction est la protection et la conservation des M.H. (39), le maire prit peur et pensa que les Reconstructeurs réserveraient au beffroi le même sort qu'au portail roman, l'explosion à la dynamite (26), puisqu'apparemment ils avaient le champ libre. Il accepta donc le classement du beffroi comme M.H. (26). La suite logique devait donc être la reconstruction du beffroi comme cela s'est fait partout en Europe pour les M.H. détruits par la guerre, par exemple à Ypres (Halles du XIIIe siècle) après 1918 (22) ou à Seclin, à 20 km au sud de Lille, (tour de la collégiale St-Piat) (classée le 20-12-1920) (40) après 1944. Comme à Ypres, des monticules de blocs de grès provenant du beffroi attendaient d'être réutilisés. Le classement définitif fut entériné le 11-12-1922 (41) mais il ne s'agissait plus du beffroi mais des « restes du beffroi » (42) : un compromis avait été trouvé entre les différentes parties : l'architecte, la ville et le Service des M.H.: on classait non plus le beffroi mais seulement la petite partie qui en subsistait : le rez-de-chaussée, c'est-à-dire le soubassement et Cordonnier était libre de construire les étages du beffroi comme il le souhaitait et avec des matériaux différents. Ce compromis satisfaisait toutes les parties : la ville de Bailleul, qui avait par le passé montré un attachement très modéré à son beffroi puisqu'elle avait obtenu son déclassement en 1889, le Service des M.H., qui n'aurait plus à subventionner que la restauration d'une toute petite partie du beffroi et l'architecte Cordonnier qui acceptait de garder le rez-de-chaussée du beffroi, mais avait toute liberté pour reconstruire les étages du beffroi à sa façon et avec des matériaux autres que le grès.

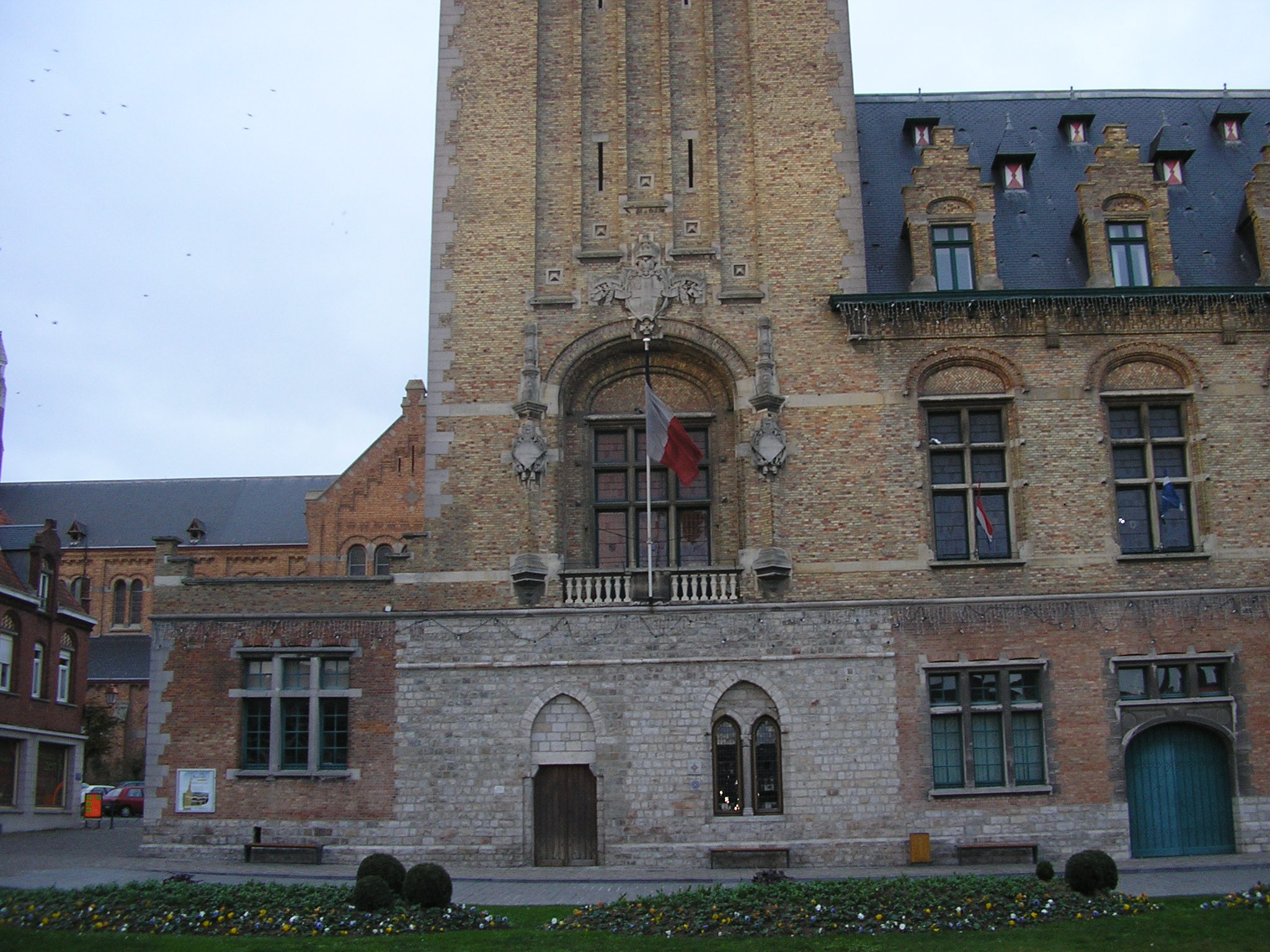
Vue partielle du beffroi et de l'hôtel de ville de Bailleul.

## La reconstruction de l'hôtel de ville et du beffroi
Louis Marie Cordonnier présenta donc son premier projet en 1924 (43). Il ne s'agissait pas de la « reproduction » de l'ancien édifice que souhaitait la municipalité après-guerre (43) mais d'un monument qui s'en inspirait vaguement. Il fut simplifié pour des raisons financières (projet de 1929) (43).
Pour l'hôtel de ville, l'architecte s'est vaguement inspiré de l'édifice qui existait avant-guerre : il a utilisé des briques jaunes et rouges différentes des briques rouges traditionnelles d'origine et a modifié les fenêtres et ouvertures. Il a appliqué à la façade d'avant 1914 les principes de symétrie (ouvertures réorganisées symétriquement et bretèche placée au milieu de la façade) et de monumentalité (bretèche amplifiée par un pignon à pas de moineaux) (43) qui lui ont été enseignés à Paris où il fut formé à l'architecture classique et au style « Beaux-Arts » (44). Ainsi corrigée, la façade a perdu tout son pittoresque d'avant 1914.
Concernant le beffroi, on notera que le soubassement du beffroi n'apparaît plus aujourd'hui comme un volume autonome mais comme un pan de mur (en grès) qui est en continuité du rez-de-chaussée de l'hôtel de ville et de son extension à gauche. Visuellement, il n'y a pas de réelle continuité entre le rez-de-chaussée gothique ancien et le reste du beffroi car l'architecte a changé de matériaux et de style et que le rétrécissement de la tour à gauche est passé du 3e au 1er étage, ce qui change la silhouette de l'ensemble et fait apparaître la base du XIIIe siècle comme une pièce étrangère au reste du beffroi.
Le beffroi lui-même, construit en briques jaunes au lieu du grès, a été conçu sur un rythme vertical, alors qu'auparavant les lignes dominantes étaient horizontales. L'architecte a conçu des bandes lombardes sur toute la hauteur et transformé les arcades ogivales du couronnement en arcades romanes. Par ailleurs, il a repris la forme de la flèche ancienne en la géométrisant et en la simplifiant fortement.
Ce beffroi de style roman répond au style romano-byzantin (45) dans lequel a été reconstruite la tour occidentale de l'église Saint-Vaast, alors qu'avant 1914 le beffroi gothique était en harmonie avec la tour gothique du transept de Saint-Vaast.
Mais faire passer les deux monuments emblématiques de Bailleul, le beffroi et l'église Saint-Vaast, du style gothique au style roman, c'était changer totalement son profil de ville et son image de marque. C'était aussi tirer un trait sur l'héritage de la période la plus glorieuse et la plus prospère de son histoire, c'est-à-dire la fin du Moyen Âge, qui a vu l'essor des villes drapières de Flandre tant française que belge : Bailleul, qui « exportait des draps au XIIIe siècle jusqu'en Espagne », Hondschoote, Ypres, Bruges, etc. (46).
Curieusement, cette disparition de deux monuments phares de style gothique ne fut pas isolée et elle s'inscrit même dans un large mouvement d'ensemble : dans la région, quantité d'autres monuments gothiques parmi les plus importants, pour la plupart classés M.H., situés sur les grand-places ou éléments essentiels du profil des villes, ont été purement et simplement éliminés au XXe siècle :
- Cassel : l'hôtel de ville (XVIe – XVIIe siècle), détruit par les Allemands en 1940-44, classé M.H. en 1862 (15) et complètement ignoré par le Service des M.H. en 1945 et remplacé par un bâtiment purement utilitaire selon les plans choisis par la mairie (19).
- Bergues : le beffroi (XIVe – XVIe siècle), chef-d'œuvre du style gothique, « merveille de France » (47), classé en 1840 (15), donc la crème de la crème des monuments français, détruit par les Allemands en 1944, déclassé en 1954 (16), puis reconstruit en style roman (comme le beffroi de Bailleul), à moindre coût et plus petit.
- Bergues : clocher de l'église gothique St-Martin, classé M.H. en 1910 (48), détruit par les Allemands en 1940-44 et déclassé en 1954 (16), pour pouvoir être reconstruit différemment
- Bourbourg : le chœur de l'église, « monument le plus remarquable du XIIIe siècle conservé dans cette région » (49), classé M.H. le 16-03-1920 (50), détruit en 1940-44 par les Allemands : au début du XXIe siècle, la ville et l'État ont décidé, de façon concertée, après 60 ans de tergiversations, de le restaurer de façon définitive sans reconstruire sa voûte (51).
- _ Béthune : l'église St-Vaast, « le chef-d'œuvre des églises-halles de type flamand en Artois », ruinée entre 1914 et 1918, non classée M.H., « elle fut ensuite complètement rasée jusqu'aux fondations » (52) par les Reconstructeurs et reconstruite en style romano-byzantin par l'architecte Louis Marie Cordonnier qui avait été chargé par le gouvernement français de la reconstruction de la Vallée de la Lys (37) et à qui elle revenait de droit.
- Béthune : Hôtel du Nord, tardo-gothique, (XVIe siècle), classé M.H. en 1910 (35), détruit par les Reconstructeurs en 1920 (34)
- Saint-Omer : abbatiale Saint-Bertin, « la plus grande et l'une des plus belles églises gothiques de l'Artois » (53), classée dès 1840 (tour) (54) donc la crème de la crème des monuments français : 150 ans de dégradations et de refus d'entretien par la ville de Saint-Omer (déjà dénoncés par Victor Hugo) et d'abandon par l'État ont abouti à l'effondrement final de la tour en 1947
- Calais : le beffroi, du XVIe siècle, unique en son genre car de style gothique perpendiculaire (55), déjà repéré par Millin en 1790 (56), ne fut jamais classé M.H. Détruit en 1940-44, il ne fut donc pas reconstruit. À noter cependant que ses ruines qui ont été enterrées par les Reconstructeurs ont été inscrites M.H. le 23-05-1951 (57)

Le choix du style roman pour le beffroi de Bailleul est par ailleurs assez paradoxal car il n'a aucun fondement historique et d'autre part les Reconstructeurs n'avaient porté aucun intérêt pour ce style quand ils ont dynamité le portail de St-Vaast qui était lui aussi de style roman (authentique).
De façon assez étonnante, et à la différence de ce qui s'est passé partout en Europe, les Reconstructeurs, qui n'avaient aucune empathie pour les monuments authentiques de Bailleul d'avant 1914, ont su imposer leurs vues (58), la ville étant peu exigeante et le Service des M.H. très indulgents même en cas de vandalisme avéré : ils ont choisi de ne pas reconstituer dans leur état d'avant 1914 et ainsi de faire disparaître la quasi-totalité des monuments anciens remarquables antérieurs à l'annexion par Louis XIV (sauf la base du beffroi) qui faisaient la spécificité de Bailleul pour les remplacer par des monuments différents mais qui s'inspirent des styles anciens (néo-roman pour le beffroi, néo-renaissance flamande pour l'hôtel de ville, romano-byzantin pour l'église St-Vaast) tout en étant construits avec des matériaux du XXe siècle.
Cette architecture (le plan de l'hôtel de ville date de 1929 et son achèvement de 1932) (43), tournée vers un passé choisi, inventé et faux, se démarque fortement des grandes créations architecturales de l'époque : par exemple l'hôtel de ville d'Hilversum par Dudok (1928-1931) (59) et la Villa Cavrois à Croix, près de Lille, par Mallet-Stevens (1929-1932) (59).

## Le classement du beffroi au Patrimoine Mondial de l'UNESCO
Le 20 mai 2001, le Service des M.H. a accordé, à la demande de la ville de Bailleul, l'inscription à l'inventaire supplémentaire des M.H. du beffroi et de l'hôtel de ville (60). Le beffroi, dont le soubassement était déjà classé M.H., a ainsi pu figurer dans la liste des Beffrois belges et français qui ont postulé et obtenu le 6 juillet 2005 de l'UNESCO le classement au titre de Patrimoine de l'Humanité.
- C. Enlart : Manuel d'archéologie française tome 2 : Architecture civile et militaire (Picard 1904) p. 306
- Statistique archéologique du département du Nord 1re partie (1867) p. 190
- C. Enlart : Hôtels de ville et beffrois du Nord de la France (Henri Laurens 1920) p. 13.
- J. Ficheroulle : Bailleul pages d'histoire locale (Ficheroulle-Deheydt 1909) p. 478.
- Dehaisnes : Le Nord monumental et artistique (1897) p. 43 et planche XV.
- En témoignent les dizaines de photos de cartes de cartes postales anciennes.
- Francis Debeyre : Bailleul au XVIIe siècle (CRDP 1979) p. 2
- Peintres flamands en Hollande (Fonds Mercator 1987) p. 121 (ill.) et 125.
- Dorfkirmes vor der Kirche und dem Schloss in Schelle Belle[3]. Dresden Staatliche Kunstsammlungen Dresden, Gemälde Galerie Alte Meister Inv. No 823. Photo Archives Marburg in Bild Index der Kunst fmc661909 : qui propose comme datation 1582. On trouvera aussi une photo couleur dans Wikipedia Gemälde Galerie Alte Meister : Wikimedia Commons : flemish paintings : Hans Bol.
- Réf : RP-P-OB-55.235
- Vente Mercier Lille 28-06-2015 no 376.
- Liste_mh_1875. Médiathèque du Patrimoine.
- Liste_mh_1889. Ibidem
- Liste_mh_1840 ; 1862 ; 1910 Ibidem
- Bulletin Monumental 1955-3 p. 227
- Médiathèque du Patrimoine : Procès-verbaux : 1922-10 juin : Comines
- Médiathèque du Patrimoine : Base mediathek
- Collectif : Le Patrimoine des communes du Nord. Editions Flohic (2001) tome 1 p. 465
- Millin : Antiquités Nationales ou Recueil de monuments (1790) tome IV p. 12 disponible en pdf sur INHA.
- Collectif : Le Patrimoine des communes du Nord. Editions Flohic (2001) tome 1 p. 174
- André De Naeyer : La reconstruction des monuments et des sites de Belgique après la Première Guerre mondiale in UNESCO-ICOMOS : Monumentum 1982 vol 20-21-22_14 p. 176-177
- Voir les cartes postales d'après-guerre, en particulier sur le site de Delcampe.
- Dehaisnes : Le Nord monumental et artistique (1897) p. 23. Pdf sur Bibliothèque Nationale Bavaroise via europeana ; Ernest Lotthé : Les églises de la Flandre française au nord de la Lys (SILIC 1940) p. 53. On en possède au moins une photo : elle illustrait l'invitation à l'exposition de 1999 : voir note 26.
- Médiathèque du Patrimoine : dossier 0080-003_MH Fr 14-18 & 40-44 : Inventaire des archives sur les M.H. pendant la guerre : Liste des édifices protégés et en instance de protection p. 8
- Collectif : (Re)construire sa ville Bailleul 1919-1934 : Petit journal de l'exposition 29-05 au 15-10-1999 p. 4
- Voir les nombreuses cartes postales d'après-guerre sur le site de Delcampe par exemple.
- Sur la reconstruction exemplaire des Halles d'Ypres lire notamment Resurgam, la Reconstruction en Belgique après 1914, catalogue d'exposition (Collectif Bruxelles 1985 Crédit Communal) p. 113sq et note (22).
- Dossier 943 bis Unesco de candidature des beffrois de Belgique et du Nord de la France au Patrimoine de l'Humanité p. 331 (sur internet).
- Bailleul, ville reconstruite 1919-34 (Collectif Itinéraires du Patrimoine DRAC 1999) p. 16.
- Christiane Lesage : Album de Croÿ XII p. 87 (Crédit Communal de Belgique 1985)
- Liste_mh_1862 sur le site internet de la Médiathèque de l'Architecture et du Patrimoine.
- Médiathèque de l'Architecture et du Patrimoine : Procès-verbaux : 1922 :10 juin : Comines : constat de la disparition totale du beffroi et demande d'enquête et de poursuites sans suite. Il n'y eut aucune réaction (procès-verbal) de la Commission des M.H. aux destructions de la tour du château de Comines et de l'Hôtel du Nord à Béthune (Médiathèque de l'Architecture et du Patrimoine).
- P. Wintrebert (in Album archéologique de l'arrondissement de Béthune Archives départementales du Pas-de-Calais notice 63).
- Médiathèque de l'architecture et du patrimoine : Liste_mh_1910
- Bailleul, ville reconstruite 1919-34 (Collectif Itinéraires du Patrimoine DRAC 1999) p. 14
- Odile Lesaffre : Louis Marie Cordonnier et l'architecture du Nord de la France (De Franse Nederlanden/Les Pays-Bas français XXIII (1998) (p. 45-64) p. 59
- Collectif : (Re)construire sa ville Bailleul 1919-1934 : Petit journal de l'exposition 29-05 au 15-10-1999 p. 2-3
- Voir Wikipedia : Monument Historique (France).
- Ernest Lotthé : Les églises de la Flandre française au sud de la Lys (SILIC 1942) p. 30
- Dossier 943 bis Unesco de candidature des beffrois de Belgique et du Nord de la France au Patrimoine de l'Humanité p. 433 (sur internet).
- Médiathèque de l'architecture et du patrimoine : Procès-verbaux de la Commission des M.H. 1922.
- Bailleul, ville reconstruite 1919-34 (Collectif Itinéraires du Patrimoine DRAC 1999) p. 9-10.
- Odile Lesaffre : Louis Marie Cordonnier et l'architecture du Nord de la France (De Franse Nederlanden/Les Pays-Bas français XXIII (1998) (p. 45-64) p. 60
- Style complètement étranger à la région Nord-Pas-de-Calais, mais apparenté au style roman. Pierre-Marie Cordonnier a manifesté une préférence pour ce style dans toute sa carrière : voir Odile Lesaffre : Louis Marie Cordonnier et l'architecture du Nord de la France (De Franse Nederlanden/Les Pays-Bas français XXIII (1998) (p. 45-64) p. 63
- Emile Coornaert : La Flandre française de langue flamande (Les Editions Ouvrières Paris 1970) p. 74
- Ernest Granger : Les Merveilles de France (Paris Hachette 1913)
- Liste_mh_1910. Médiathèque du Patrimoine
- Dehaisnes : Le Nord monumental et artistique (1897) p. 30
- Ernest Lotthé : Les églises de la Flandre française au nord de la Lys (SILIC 1940) p. 62
- Jacques Thiébaut : Nord Gothique (Picard) 2006 p. 35
- Pierre Héliot : Les Églises du Moyen Âge dans le Pas-de-Calais (Arras 1951-1953) p. 361
- Pierre Héliot : Les Églises du Moyen Âge dans le Pas-de-Calais (Arras 1951-1953) p. 422
- Liste_mh_1840. Médiathèque du Patrimoine
- C. Enlart : Manuel d'archéologie française tome 2 : Architecture civile et militaire (Picard 1904) p. 310
- Millin : Antiquités Nationales ou Recueil de monuments (1790) tome IV p. 12 disponible en pdf sur INHA
- Base Mérimée
- Ils ont pu s'imposer d'autant plus facilement à toute la population qu'ils inspiraient la confiance en se présentant comme des régionalistes traditionalistes et en s'engageant à reconstruire tout le reste de la ville dans le style flamand le plus pur et principalement tel qu'il apparaît dans l'architecture civile d'une cité célèbre et très touristique, unanimement appréciée, située à 80 km au nord de Bailleul : Bruges : Cordonnier en effet avait confié la reconstruction de Bailleul à une équipe d'architectes amis, dont Barbotin, qui sont allés étudier sur place en Flandre Occidentale dans les villes reconstruites et aussi et surtout à Bruges l'architecture des maisons et y chercher des modèles d'architecture flamande des XVe – XVIIe siècles pour créer ex nihilo une ville en faux-vieux style flamand : voir Jacques Barbotin : L'Habitation Flamande (Paris-Bruxelles 1927)

- Dossier 943 bis Unesco de candidature des beffrois de Belgique et du Nord de la France au Patrimoine de l'Humanité p. 437 (sur internet)